# Egenremiss
Egenremiss, även kallad egen vårdbegäran eller egenanmälan, innebär inom svensk sjukvård att man själv skriver till en särskild vårdgivare för att söka vård. En del mottagningar har förtryckta blanketter för detta. Andra tar emot egen vårdbegäran via 1177 Vårdguidens e-tjänster (tidigare Mina vårdkontakter).
I svensk vård behövs ofta remiss för att komma till vårdmottagningar (förutom akutmottagning och vårdcentral). Egenremiss är ett alternativ för att slippa gå till vårdcentral eller akutmottagning. Ofta går det dock snabbare och enklare att uppsöka en vårdcentral i vilket fall och låta dem remittera. Alla mottagningar och landsting tar inte emot egenremisser.
Egenremiss går inte att använda vid undersökningar som till exempel röntgen och laboratorieprover. Vid sådan vård måste en remiss från läkare skickas.
En egenremiss skall bedömas på samma sätt som remiss från läkare. Alla mottagningar i vissa landsting har skyldighet att bedöma egenremiss, vilken kan gå vidare i att de tar emot remissen och tar över behandlingen av patienten (patienten "kallas"). De kan även vidareremittera till annan vårdgivare eller råda till egenvård eller uppsökande av vårdcentral på egen hand.